# Tâm lý học Gestalt
Tâm lý học Gestalt là một trường phái tâm lý học xuất hiện ở Áo và Đức vào đầu thế kỷ XX dựa trên công trình của Max Wertheimer, Wolfgang Köhler và Kurt Koffka. Như được sử dụng trong tâm lý học Gestalt, từ Gestalt (/ɡəˈʃtælt, -ˈʃtɑːlt, -ˈʃtɔːlt, -ˈstɑːlt, -ˈstɔːlt/ gə-SHTA(H)LT, -⁠STAHLT, -⁠S(H)TAWLT, tiếng Đức: [ɡəˈʃtalt] ⓘ; có nghĩa là "hình thức" ) được hiểu là "biểu mẫu" hoặc "cấu hình". Các nhà tâm lý học Gestalt nhấn mạnh rằng các sinh vật cảm nhận toàn bộ mô hình hoặc cấu hình, không chỉ các thành phần riêng lẻ. Quan điểm đôi khi được tóm tắt bằng cách sử dụng câu ngạn ngữ, "toàn bộ nhiều hơn tổng số các thành phần của nó."